# Hermann Ludwig Schenck zu Schweinsberg
Hermann Ludwig Moritz Schenck zu Schweinsberg (* 11. Dezember 1807 in Nieder-Ofleiden (Stadt Homberg (Ohm)); † 16. Januar 1858 ebenda) war ein deutscher Revierförster und Mitglied der Kurhessischen Ständeversammlung.

## Leben

### Herkunft und Familie
Hermann Schenck zu Schweinsberg wurde als Sohn des Oberkammerrats Ludwig Johann Carl Schenck zu Schweinsberg (1778–1841) und dessen Ehefrau Dorothea Wilhelmine geb. Gräfin von Rechteren-Limpurg (1784–1844) geboren. Sein Bruder Carl Ludwig (1809–1886) war Mitglied der Zweiten Kammer der Landstände des Großherzogtums Hessen.

### Wirken
Nach seiner Schulausbildung erlernte Hermann den Beruf des Försters und wurde in seinem Heimatort Revierförster. In den Jahren von 1845 bis 1846 und von 1855 bis 1856 war er Mitglied der Kurhessischen Ständeversammlung. Dieses Gremium, 1830 nach den schweren Unruhen geschaffen, löste faktisch die Landstände der Landgrafschaft Hessen ab. Sie verfügte – anders als die Landstände – nur über eine Kammer. Darin vertreten waren u. a. je ein Abgeordneter der fünf Bezirke der Althessischen Ritterschaft. Hermann war für die Ritterschaft des Lahnstroms angetreten.